# Академія єзуїтів (Полоцьк)
Полоцька єзуїтська академія (біл. Полацкая езуіцкая акадэмія) (1812–1820) — перший і єдиний вищий навчальний заклад на території сучасної Білорусі у першій чверті ХІХ ст. У 1820 році єзуїтів було вигнано з Російської імперії, а Полоцьку академію ліквідували.

## Стан і структура
Академія створена на базі Полоцького єзуїтського колегіуму згідно з наказом імператора Олександра I від 12 січня і 1 березня 1812 р. та отримала права університету. Мала три факультети: теологічний, філософський і вільних мистецтв, а також давні та сучасні мови. Навчальний процес контролювало Міністерство освіти, з усіх інших питань академія мала підпорядковуватися генералу Товариства Ісуса в Росії (на той час це був Тадеуш Бжезовський). Академія фактично очолювала окремий навчальний округ, контролюючи справи інших єзуїтських навчальних закладів Російської імперії — у Полоцьку, Вітебську, Могильові, Орші, Мстиславлі, Дінабурзі, Чечерську, Климовичах, Санкт-Петербурзі (до 1815 р.), Ризі, Одесі, Астраханові, Саратові, Романові (на Волині).
На чолі академії стояв ректор та чотири радники, факультети очолювали декани. Комісія з цензури складалася з трьох цензорів і секретарів. Навчання було неконфесійним і формально позакласним та безкоштовним, але за проживання у гуртожитку студент сплачував гроші. Випускники отримували звання 14-го класу і могли вступити на державну службу. Академія мала право присвоювати наукові ступені магістрів вільних мистецтв і філософії, докторів теології, цивільного та канонічного права.

## Основні події і навчальний процес
Відкриття академії відбулося 29 травня 1812 р. Але незабаром Велика армія Наполеона підійшла до кордонів Російської імперії, і через початок війни студенти та викладачі так і не дочекалися початку занять. Студенти поїхали додому, а професори, демонструючи вірність російській владі, вирушили вглиб країни. Урочиста церемонія початку навчального року відбулась у січні 1813 р., але через малу кількість студентів навчання розпочалося лише в березні. Перший звичайний навчальний рік розпочався 2 листопада 1813 р. З наступного року навчальний процес почав повертатися до нормального. Заняття розпочалися 15 вересня 1814 року і тривали до 15 липня 1815 року. Такий час початку та кінця навчання зберігався до кінця існування академії.
На теологічному факультеті вивчали догматичну теологію, моральне богослов'я, святе письмо, канонічне право й історію церкви. На факультеті філософії і вільних наук серед предметів були логіка, метафізика, діалектика, етика, політична економія, геометрія, тригонометрія, фізика, хімія, математика, астрономія, архітектура, ботаніка, зоологія. На факультеті давніх і сучасних мов вивчали російську, французьку, німецьку, італійську, польську, латину, грецьку, сирійську мови, іврит, а також літературу цими мовами. В академії існували природничі, хімічні, фізичні, мінералогічні, зоологічні кабінети; тут була художня галерея і колекція архітектурних моделей.

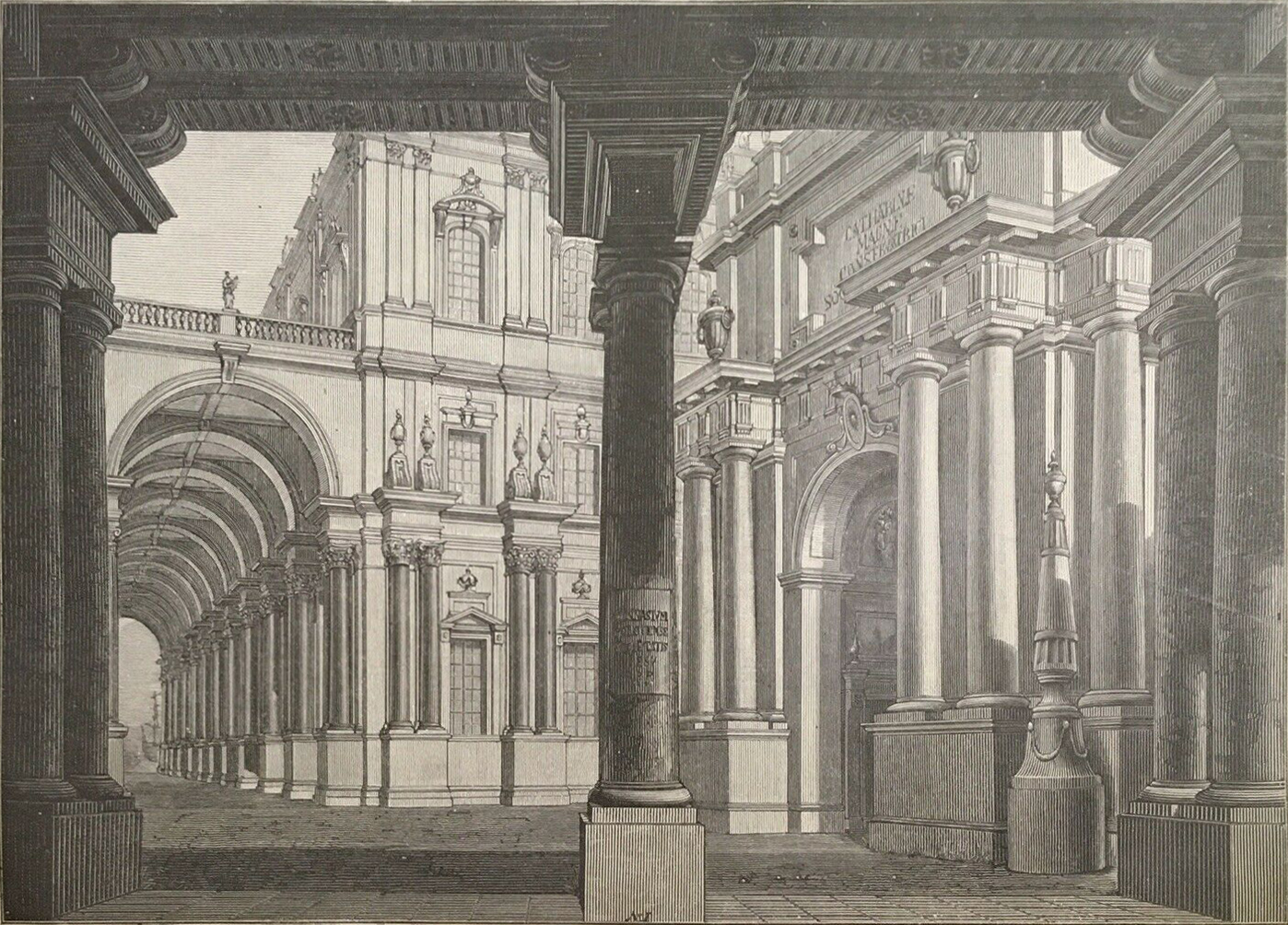
Проект реконструкції Полоцької академії, малюнок Г. Грубера

Академію очолювали єзуїти з великим досвідом організаційно-педагогічної діяльності. Навчання проводили досвідчені вчені. Відбулося своєрідне злиття амбітної молоді (звичайно, «молоді» за тодішніми академічними мірками) й обізнаних корифеїв. З відомих причин серед викладачів було багато іноземців — Антоніо Калебота, Ігнациа П'етрабоні, Маттео Молінаро, Кайетано Анджеліні, Луїджі Руснаці, Якоб Кандра, Шарль Баландр, Дезидеріус Рішард, Жак Журдан, Франсуа Гаво, Жан Разаві, Бонавентура Віом й інші. Працювало також багато єзуїтів, уродженців Білорусі: Францишек Дзержинський, Вінцент Бучинський, Самуїл Рагоса, Казимир Гласько, Юзеф Цитович, Язафат Залеський та інші. Загальна кількість учнів Академії та її підпорядкованих установ постійно збільшувалася: у 1818 р. вона вже перевищувала 500 осіб, а у 1820 р. напередодні її закриття вже наближалась до 700 осіб.
Полоцька академія активно готувала лікарів, магістрів і кандидатів наук. З 15 вересня 1814 р. по 15 вересня 1819 р., тобто протягом п'яти років, різні наукові ступені були присвоєні 123 випускникам. З них 17 чоловік стали докторами теології і канонічного права (наприклад, Йосафат Залеський); 43 — докторами цивільного права; 13 — магістрами теології (у тому числі Якуб Кондрау); 10 — магістрами філософії; 2 — майстрами вільних мистецтв; 5 — кандидатами богослов'я; 27 — кандидатами філософії (наприклад, майбутній православний єпископ Мінський і Бобруйський Антоній (Зубко)); 3 — кандидатами юриспруденції та 1 отримала ступінь кандидата вільних мистецтв.
В академії були бібліотека й друкарня. Наявність коштів дозволила єзуїтам уміло стимулювати наукову та літературну діяльність викладачів і студентів. Значну роль у цьому відіграв перший на території сучасної Білорусі журнал — «Полоцький щомісячник» (Miesięcznik Połocki), засновником і редактором якого був філософ, професор Академії Вінсент Бучинський. Журнал складався з шести розділів: література і вільні науки, морально-філософська, фізико-математична, історична критика і літературні навички. Видання виходило впродовж 1818–1820 рр. (крім 1819 р.). Загалом за час існування журналу світ побачив 14 видань або зошитів, об'єднаних у чотири томи.

## Закриття академії
Однак, Полоцькій академії не судилося існувати довго. 17 серпня 1814 року Папа Пій VII видав бреве Sollicitudo omnium ecclesiarum («Опікуючись усіма церквами») про легалізацію Товариства Ісуса в усьому світі й відновлення його колишніх привілеїв. Це означало, що російська влада втратила єдиний контроль над єзуїтами і почала ставити під сумнів необхідність терпіти впливову католицьку організацію на своїй території. Православні ієрархи, стривожені успіхом наказу (навіть нащадок російського аристократа князя Дмитра Голіцина став місіонером-єзуїтом!) і налякані подальшими перспективами його розширення, зуміли переконати Олександра I у необхідності активних антиєзуїтських заходів. Спочатку 20 грудня 1815 р. імператорським указом єзуїти були вислані з обох столиць Росії — Петербурга і Москви. На території Білорусі Товариству Ісуса заборонили приймати на навчання дітей православної віри. 13 березня 1820 р. Олександр I видав новий наказ: «1) Иезуитов, как забывших священный долг не только благодарности, но и верноподданнической присяги, и поэтому недостойных пользоваться покровительством Российских законов, выслать под присмотром полиции, за пределы государства и впредь ни под каким видом и наименованием не впускать в Россию; 2) Полоцкую иезуитскую академию и подведомственные ей училища упразднить» .
Деякі студенти були переведені до Петербурзького університету. Бібліотеку, друкарню та інше майно передали навчальним закладам Полоцька, Вітебська і Санкт-Петербурга. Незабаром в академії розмістилося Полоцьке вище піярське училище.

## Значення Полоцької єзуїтської академії
У 19 столітті Полоцька єзуїтська академія була найбільшим навчальним центром Білорусі, який став відомим протистоянням Полоцької єзуїтської академії та Вільнюського університету, управління ідеологією якої дотримувалося духу французького Просвітництва. У Полоцькій академії замість польської мови в навчальному процесі стали більш послідовно використовувати російську мову.
Полоцькі єзуїти сприяли зміцненню регіональної білоруської ідентичності місцевої знаті на противагу політиці полонізації Вільнюського університету. Полоцька академія випустила низку громадських, державних і церковних діячів Російської імперії.
Після вигнання єзуїтів з Російської імперії багато викладачів, випускників і студентів продовжували свою викладацьку, дослідницьку та церковну діяльність у Західній Європі та США.

## Керівницвто

### Ректори Полоцької єзуїтської академії
- Ентоні Люстіг (ректор колегії з 1805 р. по 1 серпня 1814 р.)
- Алеа Ландес (1 серпня 1814 — 1 серпня 1817)
- Раймунд Бжезовський (1 серпня 1817–1820)

### Канцлери Академії
- Джузеппе Анджеліні (1813—1814)
- Раймунд Бжезовський (1814—1817)
- Міхал Лесневський (1817—1820)

### Секретарі Академії
- Ігнатій Бжезовський (1813—1814)
- Францишек Боровський (1814—1817)
- Францишек Дзержинський (1817—1818)
- Клеменс Петровський (1818—1820)

## Відомі випускники
- Ян Баршевський
- Джованні Грассі
- Ян Ротан
- Максиміліан Станіслав Рила
- Костянтин Степанович Сербінович
- Костянтин Пієвич Тишкевич
- Гаудентій Шапялевич